# Nicolaus Schafhausen
Nicolaus Schafhausen (* 1965 in Düsseldorf) ist ein deutscher Kurator und Kunstmanager und war von Oktober 2012 bis Ende März 2019 Direktor der Kunsthalle Wien.

## Leben
Schafhausen studierte Kunstgeschichte an der Technischen Universität Berlin und der Ludwig-Maximilians-Universität München. Bevor er sich für eine Karriere als Kurator entschied, war Nicolaus Schafhausen als Künstler tätig und wurde u. a. von der Galerie Ascan Crone und der Gasser Grunert Gallery vertreten. Seine letzte Ausstellungsbeteiligung war bei der Aperto ’93 in Venedig. Während eines Stipendiums in Berlin am Künstlerhaus Bethanien 1991 gründete er zusammen mit dem Künstler Markus Schneider die Galerie Lukas & Hoffmann, die nach den Geburtsnamen ihrer Mütter benannt ist. In der zunächst in Berlin, später in Köln ansässigen Galerie realisierte er erste Ausstellungen u. a. mit Kai Althoff, Ólafur Elíasson, Carsten Höller und Lily van der Stokker.
Von 1995 bis 1998 war Schafhausen künstlerischer Leiter des Künstlerhauses Stuttgart. 1999 wurde er zum Direktor des Frankfurter Kunstvereins berufen, dessen künstlerische und kaufmännische Leitung er bis Dezember 2005 innehatte. Im Juni 2005 wurde er für die Dauer von zwei Jahren zum Gründungsdirektor der European Kunsthalle in Köln ernannt, einem Projekt, das Modelle einer potenziellen Institution zeitgenössischer Kunst auslotet. Von 2006 bis 2011 war er künstlerischer und kaufmännischer Direktor des Witte de With, Center for Contemporary Art in Rotterdam, Niederlande. 2007 und 2009 verantwortete er als Kommissar den deutschen Pavillon bei der 52. und 53. Biennale di Venezia. Er war Co-Kurator der 1. Brüssel Biennale 2008, Kurator des Festivals Media City Seoul 2010, Kurator für das Dutch House auf der Expo in Schanghai 2010 und hat u. a. Ausstellungen am Stedelijk Museum Amsterdam, Lenbachhaus in München, Nationalmuseum für Architektur, Kunst und Design in Oslo und CCA in Vilnius kuratiert. Seit 2011 ist Schafhausen als strategischer Direktor für die kanadische Shorefast Foundation|Fogo Island Arts tätig, die u. a. auf der neufundländischen Insel Fogo ein Resident Programm initiierte und im Dialog mit Künstlern und Wissenschaftlern Wege zur Revitalisierung des von Abwanderung bedrohten Gebietes sucht.
Von Oktober 2012 bis Ende März 2019 war Schafhausen Direktor der Kunsthalle Wien. Im Mai 2018 gab er bekannt, seinen Posten zum 31. März 2019 aus politischen Gründen vorzeitig niederzulegen, da er angesichts „der derzeitigen nationalistischen Politik in Österreich und der europäischen Situation die Wirkungsmächtigkeit von Kulturinstitutionen wie der Kunsthalle Wien für die Zukunft infrage gestellt“ sehe; in Zeiten rechtspopulistischer Bewegungen bedürfe es eines wesentlich stärkeren Rückhalts unabhängiger staatlicher Institutionen und Kultur-Institutionsverwaltungen: Er wolle zukünftig außerhalb der gängigen Institutionen arbeiten.
Im April 2023 eröffnete Schafhausen in Brüssel eine kommerzielle Galerie in Brüssel, Belgien unter dem Namen KIN Gallery.
Schafhausen ist Autor und Herausgeber zahlreicher Texte und Publikationen zur Gegenwartskunst. Er war Sammlungsberater für das FRAC Nord – Pas de Calais und Mitglied des Vorstandes des IKT Netzwerkes (International association of curators of contemporary art). Darüber hinaus war Schafhausen Mitglied im Vorstand der Ursula-Blickle-Stiftung, des Independent Curators International (ICI), sowie des Comite van Roosendaal. 2003 wurde ihm der Hessische Kulturpreis verliehen. Schafhausen lehrt am HISK, Higher Institute for Fine Arts in Gent. 2014 kuratierte er im Museum der Stadt Belgrad, (Muzej grada Beograda) gemeinsam mit Vanessa Joan Müller, den 55. Belgrader Oktobersalon.